# 東京事変
東京事変（とうきょうじへん、英称：Tokyo Incidents、Incidents Tokyo）は、日本の5人組ロックバンド。所属事務所は黒猫堂。レコード会社はユニバーサルミュージック。愛称は「事変」。
2012年2月29日の日本武道館公演をもって活動を終了し、2020年に「再生」と称して解散時のメンバーで再始動した。

## 概要
シンガーソングライターの椎名林檎を中心に、2003年に結成された。2012年2月29日の日本武道館公演をもって活動を終了。その後、2020年に「再生」と称して解散時のメンバーで再始動した。

### バンドメンバーについて
それぞれが独自の音楽性を確立するプレイヤーで構成されており、ライブにおいてはCD音源とは異なった多様なアレンジが展開される。
はじめは椎名の表現者としての延命装置として生まれ、彼女が音楽と向き合って自身の音楽的成長を促すため設定したカリキュラムのようにスタートした。そして伊澤一葉と浮雲が加入した際は、彼らのように「実力がある」と言われながらも普段はアンダーグラウンドやインディーズで活動している陽の目を見ない才能には、自分たちの内輪だけで循環するのではなくメジャーの場で勝負して欲しいと思い、自分の方から一緒にやってくれないかと誘った。椎名の意識の変化に伴い、バンドも彼らを世間に通用させるまでの過程そのものをビジネスとすることを目的としたプロジェクトへと変化していった。この過程について椎名は「学習機関に始まり（『教育』）、職業訓練校、研究室・実験室を経て（『大人 (アダルト)』〜『スポーツ』）、最終的にメンバー各々がそれぞれ独立して稼働できる生産工場となった（『大発見』）」と表現した。

### 結成の経緯について
2003年当時、引退を考えるほどに音楽活動の継続へのモチベーションを見出せなかった椎名林檎が「メンバーたちのために書き下ろすつもりで曲を書けば意欲が湧くのではないか」と考えて結成。当初は椎名のツアーのバックバンドとして稼働していたが、2004年からは本人が参加することで正式なバンドとして活動を開始する。メンバーを決めたのは椎名で、普段からライブハウスなどを巡って探していた。

### メンバー交代について
2005年、所属バンド「PE'Z」での活動と両立できないとして、H是都Mが脱退を表明。新たに伊澤一葉の加入が決まった。またその間に晝海幹音もソロ活動に集中するために脱退することになり、代わって椎名の以前からの知人であった浮雲が参加することとなった。
全国ツアー「dynamite!」中にはすでに2人の脱退は決まっていた。せめてピアノだけでも欲しいと思った椎名は生ピアノが弾けるキーボーディストを探そうとして、以前、H是都Mに紹介された伊澤一葉のことを思い出した。プレイヤーとしてだけでなく彼の楽曲も欲しかった椎名は、ツアー終了の翌日から早速彼の消息を探り始め、連絡がとれるとすぐに参加をオファーした。初めは「新しくバンド（あっぱ）を始めたばかりだし、J-POPの超メジャー・フィールドで自分がやれるとは思わない」などと断られていたが、最終的には彼の承諾を得て2005年4月末に加入が決定した。ギタリストについては、生半可なメンバーを入れるくらいなら曲ごとに最強のゲストを呼んだ方がいいとして当初は入れないことにしていた。椎名は多忙の亀田の代わりにキーボードの伊澤に自分のパートとベースラインを同時に弾いてもらい、ドラムの刄田との3人でリハーサル（音合わせ）を始めたが、伊澤に「CDにした時の作品が想像出来ない」と言われ、仕方なくギタリストを呼ぶことにした。色々試した中でメンバーが気に入ったのは2ndアルバムのデモで演奏していた浮雲だったが、個人的な音楽制作など椎名にとっては仕事にしない部分でのパートナーであり、ソロアルバムのレコーディングや東京事変のデモ音源の制作を手伝ってもらったり、前メンバー脱退の際には相談に乗ってもらったりしていた彼を加入させることは、彼女にとってバンドに自分のエゴを持ち込むようで抵抗があった。彼の方も「誰も弾かなかったら俺が弾いてやるよ」と言うだけでなかなか自分の方からはやるとは言わず、結局、正式に加入が決まったのはアルバム『大人 (アダルト)』レコーディングのわずか2、3日前のことだった。
交代後、アルバム『娯楽 (バラエティ)』の時点では、椎名個人ではなくバンドとしての表現ができるようになったのに今さら第1期、第2期（東京事変）と言われるのもどうかということでバンド名を変えようかという話が出たこともあったが、アルバム『スポーツ』の時点でメンバーの意識は「関係ない」「どちらでも構わない」「利用できるものは何でも使っておこう」という風に変わっていた。

### ライブについて
2012年に行ったライブツアー『東京事変 Live Tour 2012 Domestique Bon Voyage』開催時には、本来6大ドームツアーやスタジアムツアーを開催できるほどの応募数である、のべ66万人に上る応募があったにもかかわらず、行うツアーはホールツアーや東名阪アリーナツアーなどの規模の小さなものになっている。そのため、各公演の倍率も高くなっている。

## メンバー
- 詳細については個人記事も参照のこと。

| 氏名                            | パート            | 生年月日・出身地                         | 在籍期間                             | 備考                               |
| 現メンバー                      | 現メンバー        | 現メンバー                               | 現メンバー                           | 現メンバー                         |
| ------------------------------- | ----------------- | ---------------------------------------- | ------------------------------------ | ---------------------------------- |
| 椎名 林檎 （しいな りんご）     | Vo. / Gt.         | 1978年11月25日（46歳） 埼玉県浦和市      | 2004年05月 - 2012年02月 2020年01月 - |                                    |
| 亀田 誠治 （かめだ せいじ）     | Ba.               | 1964年6月3日（61歳） 大阪府吹田市        | 2004年05月 - 2012年02月 2020年01月 - |                                    |
| 刄田 綴色 （はた としき）       | Dr.               | 1976年10月5日（48歳） 島根県邑智郡川本町 | 2004年05月 - 2012年02月 2020年01月 - |                                    |
| 浮雲 （うきぐも）               | Gt. / Cho.        | 1978年10月7日（46歳） 千葉県千葉市       | 2005年07月 - 2012年02月 2020年01月 - | - 一部楽曲ではメインボーカルを担当 |
| 伊澤 一葉 （いざわ いちよう）   | Key. / Gt. / Cho. | 1976年7月4日（49歳） 岡山県倉敷市        | 2005年07月 - 2012年02月 2020年01月 - | - 一部楽曲ではメインボーカルを担当 |
| 元メンバー                      |                   |                                          |                                      |                                    |
| 晝海 幹音 （ひらま みきお）     | Gt. / Cho.        | 1976年5月5日（49歳） 北海道札幌市        | 2004年05月 - 2005年07月              |                                    |
| H是都M （エイチ・ゼット・エム） | Key. / Cho.       | 1978年2月12日（47歳） 兵庫県神戸市       | 2004年05月 - 2005年07月              |                                    |

## 楽曲製作

### デモについて
椎名と伊澤の持ってくるデモは歌メロからリズム・パターンまで全て入った状態で、二人はその段階で譜面も書いてくる。また浮雲は譜面を書けないので、二人が彼の口ずさむメロディを採譜して譜面に起こす。
伊澤のデモは歌メロやギター・パートもキーボードで作っていることが多い。ギターを弾くようになってからはギターで作ることもある。メロディは歌声の代わりにキーボードなどで作った音が入っているので最終的な形が想像しにくい。またデモの段階でフレーズ一つ一つまで指定した全員分の演奏パターンをあらかじめ用意する。絶対その通りに演奏しなければならないというわけではないが、まずはその設計図通りやらせようとする。また自分の曲だけでなく他のメンバーの曲でも譜面起こしから曲の解析、アレンジまで行ってデモを何パターンも作り上げる。
浮雲はメロディ部分は歌いながら作ることが多いので、デモには歌詞ではなく歌声を入れている。歌メロだけでなくコーラスも入っているので他のメンバーは全体の輪郭がつかみやすい。
他のメンバーのデモがドラムなど色々な音を入れてくるのに対し、亀田のデモは一部に鼻歌や打ち込みもあるものの、ほとんどがアコースティック・ギターあるいはピアノと自分自身の歌によるシンプルな弾き語りである。しかも普段はアレンジやサウンドプロデュースで曲を仕上げる仕事が多く、メロディを作る機会はあまりないのとは対照的に、東京事変では基本的にメロディと仮歌だけでアレンジは施していないものを提供する。非常にシンプルなデモだが曲の核となるものが見えやすい。
それらのデモを基に、スタジオでは椎名が各楽曲の作者や演奏者に、フレーズ、メロディ、コードなどの要素のうち、その時に何を前面に持って来たいかを質問・確認して主とする要素を明確化し、楽曲へのアプローチを決める。

### 作詞について
2枚目のアルバム『大人』までは椎名が歌詞を担当し、3枚目の『娯楽』から5枚目の『大発見』までは、一部の曲を浮雲と伊澤も書いている。バンドとして最後にリリースしたミニアルバム『color bars』では、メンバー全員が作詞を行っている。
椎名以外のメンバーが作曲する場合は常に曲先行で、椎名が歌詞を書く場合は出来た曲に後から当てて行く。普段、椎名はまず和声とメロディが浮かび、その時のイメージと音感で歌詞を連ねていくが、東京事変では曲を聞いてメロディだけでその作家が作曲した背景まで手繰って行き、"たった一つしかない正解”の歌詞を全身全霊を傾けて獲得しようと試みる。
浮雲の曲は楽器ありきでそこに声が乗っているというとらえ方が正しく、歌謡的要素がないので、そこを一番汲み取れる本人が歌詞を書くことが多い。浮雲が書いた方が自然な時はそうするし、歌謡寄りに持って行ってもいいのではと思えば椎名が歌詞を書くこともある。

### 作曲について
バンドとしてのデビュー曲である1stシングル「群青日和」はH是都Mが作曲したが、1stアルバム『教育』と2ndアルバム『大人 (アダルト)』および2ndシングル「遭難」と3rdシングル「修羅場」収録の楽曲のほとんどは椎名の手による。3枚目のアルバム『娯楽 (バラエティ)』とそれに関連するシングルでは椎名は参加せず、すべての楽曲を彼女以外のバンドメンバー（浮雲、伊澤、亀田）が作曲した。4枚目のアルバム『スポーツ』とそれに付随するシングルからは再び椎名も作曲に参加し、一部の楽曲では初めてメンバーと共作した。5枚目のアルバム『大発見』では、前作以上に共作曲が増えている。バンド再生前最後のアルバム『color bars』では、メンバー全員が作曲を行っている。

### 編曲・プロデュースについて
編曲は基本的にバンド全体で行うが、セカンドアルバム『大人 (アダルト)』では椎名および伊澤が中心となって行った。椎名、伊澤、浮雲は3人ともシンガー・ソングライター気質ではないので、アレンジまで含めた作曲をしてくる。そこからは作者の意図通りにそれを具現化したりバンド全員で編曲したり、あるいは椎名のソロ時代からの彼女と亀田との独特なやり方に当てはめて作ったりと、曲を完成させるやり方は幾通りもある。
プロデュースはレコーディング・エンジニアの井上雨迩。

### レコーディングについて
レコーディングは一部を除き、それぞれが個別に録音するバラ録りではなく、バンド・メンバー全員で一斉に演奏して行う一発録り。

## 来歴

### デビュー前
2003年
- 椎名林檎のバックバンドとして結成。当初のメンバーは、椎名林檎、刄田綴色、亀田誠治、H是都M、晝海幹音の5名。同年の椎名林檎実演ツアー「雙六エクスタシー」で初お披露目。

### バンド「東京事変」デビュー
2004年
- 5月30日、椎名林檎が「今の段階では一人きりで作る音楽はやり終えている」としてバンド「東京事変」として活動していくことを宣言[30]。いくつかのライブに出演し、初参加の『FUJI ROCK FESTIVAL』ではヘッドライナーを務め、入場規制がかかるほどの注目を集める。
- 9月8日、東芝EMI（当時）よりシングル「群青日和」でメジャーデビューを果たす。
- 11月25日、1stアルバム『教育』リリース。

### メンバーチェンジ
2005年
- 1月17日より初のライブツアー「東京事変 live tour 2005 “dynamite!”」を10都市14公演で開催。
- 7月1日、H是都Mと晝海幹音の脱退を発表[注 3][32]。脱退後はそれぞれ、H是都MはPe'zのヒイズミマサユ機として、晝海幹音はソロ名義の昼海幹音（現在はヒラマミキオ）として活動していくとされた[33]。
- 9月、新メンバー発表。椎名、亀田、刄田の3人は新たに浮雲と伊澤一葉の2人を迎え、5人で第二期東京事変を始動[注 4][33]。またそれを機に、バンドのシンボルマークが折り鶴から孔雀に変更された。
- 11月2日、3枚目（第二期としては最初）のシングル「修羅場」をリリース。

### 2006 - 2008年
2006年
- 1月25日、セカンドアルバム『大人』をリリース。バンド初のオリコンチャート第1位を獲得[34]。
- 2月19日、日本武道館と大阪城ホールにて新メンバーの顔見世ライブ「東京事変 DOMESTIC! Virgin LINE」を開催。
- 4月7日より約2ヶ月にわたる全国ツアー「東京事変 “DOMESTIC!” Just can't help it.」を17都市21公演で開催。
- 7月2日、日比谷野外音楽堂にて主催イベント「SOCIETY OF THE CITIZENS vol.1」を開催。ZAZEN BOYS、SOIL&"PIMP"SESSIONSと共演。 刄田は「DOMESTIC!」ツアー中に負った骨折の治療のため参加せず、サポートドラムとして佐野康夫を迎えた。
- 12月30日（幕張）・31日（大阪）、COUNTDOWN JAPAN 06/07に出演。

2007年
- 9月26日、3rdアルバム『娯楽』をリリース。前アルバム発売の際のインタビューで「（今後について）自分は曲を書かず、作詞と歌のプレイだけに関わったアルバムを作ってみたい」[35] と発言していた通り、アルバム『娯楽 (バラエティ)』およびシングル「キラーチューン」と「OSCA」では、一部の作詞と歌唱のみを担当した。
- 10月18日より全国7都市でのライブハウスツアー「東京事変 live tour 2007 Spa & Treatment」を開催。

2008年
- この年、ソロデビュー10周年を迎えた椎名が久しぶりにソロ活動を再開。そのため、東京事変としての活動は限定的となった。
- 8月15日、ライジング・サン・ロックフェスティバルに出演。翌16日には椎名がソロとして単独で出演した。
- 8月23日・24日、JCBホールにて主催イベント「SOCIETY OF THE CITIZENS vol.Ⅱ」を開催。

### 2009 - 2011年
2009年
- 前年に引き続き、椎名は久しぶりのオリジナルアルバムを発表するなどソロとしての活動を継続。そのため、年の前半は椎名以外のメンバーもそれぞれの活動に専念することになった。亀田は本業のプロデューサーとしてさまざまなアーティストたちと仕事をし、刄田はフジファブリックのレコーディングやライブにサポート・メンバーとして参加した。伊澤は、ELLEGARDENの細美武士が結成したバンド「the HIATUS」にツアーメンバーとして参加した[注 5]。年末、4作目のアルバム発売へ向けて2年ぶりに制作活動を再開する。
- 12月2日、6枚目のシングル「能動的三分間」を発売。シングルとしては初のオリコンチャート第1位を獲得した。同楽曲は江崎グリコ「ウォータリング キスミントガム」のCMソングに起用され、そのイメージキャラクターにはCM初出演となる椎名が起用された（ナレーションは浮雲が担当）。
- 12月30日、COUNTDOWN JAPAN 09/10に出演。

2010年
- 2月24日、4作目となるアルバム『スポーツ』を発売。『大人』以来のオリコンアルバムチャート1位を獲得する。
- 3月より2年半ぶりの全国ツアー「東京事変 live tour 2010 ウルトラC」を開催。

2011年
- 2月23日に7枚目のシングル「空が鳴っている／女の子は誰でも」をリリースする予定だったが、同年2月10日に路上で泥酔した刄田が公務執行妨害で逮捕されたため、発売の延期とプロモーション活動の自粛を決定した[36]。「空が鳴っている」は椎名がイメージキャラクターを務めるグリコ「ウォータリング キスミント」のCM第4弾に使用されていたが、この不祥事によってサウンドをバンドの演奏からピアノによるアコースティックなアレンジに変更し、名義も「椎名林檎」に変えて放送を継続した[37]。そして「女の子は誰でも」も新たに椎名がCMモデルに起用された資生堂「マキアージュ」のCMソングとして20日から使用される予定だったが、椎名林檎ソロアレンジによるピアノ伴奏のスウィングジャズナンバーの「女の子は誰でも 〜素顔編〜」に変更して放送することになった[38]。またテレビの音楽番組への出演[注 6] も取り消された。3月14日に刄田は略式裁判により罰金刑となったため、協議の結果4月5日から活動を再開することとなった。一連の件に関して、刄田は公式ウェブサイトにて謝罪している。
- 5月11日、発売延期となっていたシングル「空が鳴っている／女の子は誰でも」がリリースされる。
- 6月29日、5作目のアルバム『大発見』を発売。オリコンチャート1位を獲得。
- 9月30日からライブツアー「東京事変 Live Tour 2011 Discovery」を開催。
- 12月31日、椎名が「第62回NHK紅白歌合戦」に出場し、それに伴い東京事変メンバーも出演した。前半の最高視聴率を記録。

### バンド解散
2012年
- 1月11日、バンドの解散を発表。同日付で更新されたオフィシャルサイトには各メンバーからのコメントが掲載された。椎名本人による解散声明文には「事変は来る閏日解散致します」とあり、解散日は2012年2月29日に決定した[39]。
- 1月18日、バンドメンバーがそれぞれ作詞作曲して持ち寄った楽曲5曲を収録したラストアルバム『color bars』をリリース。
- 2月14日より最後のツアー「東京事変 Live Tour 2012 Domestique Bon Voyage」を開催。
- 2月15日、ライブベストアルバム『東京コレクション』をリリース。
- 2月29日、「東京事変live tour 2012 Domestique Bon Voyage」の最終日。日本武道館でラストライブを開催し解散。

### 解散後
- 2012年8月29日、シングルのカップリング曲を収録した『深夜枠』、ライブ映像集『珍プレー好プレー』をリリース。
- 2013年2月27日、CD-BOX『Hard Disk』とミュージック・ビデオ集『Golden Time』をリリース。それぞれに再集結した第一期・第二期の新旧メンバーにより新録された楽曲や映像が収録された。
- 2016年8月22日、第二期のメンバー全員が演奏に参加した椎名の配信限定シングル「ジユーダム」がリリースされる[40]。「東京事変」の表記はなかったものの、ジャケットにはシンボルマークである孔雀が描かれている[41]。
- 2016年12月31日、「第67回NHK紅白歌合戦」に椎名が出場した際、第二期のメンバー全員がバックバンドとして出演した。
- 2018年3月、『透明人間』がライオン「NONIO」のCMソングに起用される。
- 2019年5月27日発売の椎名の6枚目のアルバム『三毒史』収録曲「マ・シェリ」の演奏に参加（前述の「ジユーダム」も収録）。

### 再生
2020年
- 1月1日、公式Twitter・ホームページ上にてバンドの「再生」が発表され、新曲「選ばれざる国民」の配信が開始された。また、閏日である2月29日より全国ツアー「東京事変Live Tour 2O2O ニュースフラッシュ」が全国6都市7会場13公演で開催される旨も発表されたが、新型コロナウイルスの影響で2月29日と3月1日の東京国際フォーラム公演のみ実施され、以降の公演は中止が決定した。
- 4月8日、再生後初となる新作『ニュース』を発売。
- 8月12日、日本テレビ系水曜ドラマ『私たちはどうかしている』主題歌となる表題曲「赤の同盟」含む3曲が収録された配信限定シングル『赤の同盟』を発売。
- 9月5日、無観客で行った上記ツアーのライブ実演「東京事変２Ｏ２Ｏ.７.２４閏vision特番ニュースフラッシュ」（7月24日、NHKホールにて収録）をインターネット配信・映画館上映の2形態で実施。
- 11月6日、2週連続の新曲配信の第1弾として映画「さくら」の主題歌となるシングル「青のＩＤ」を発売。
- 11月13日、2週連続の新曲配信の第2弾としてテレビ東京ほかドラマパラビ『38歳バツイチ独身女がマッチングアプリをやってみた結果日記』の主題歌となる「命の帳」を発売。
- 12月31日、NHK総合『NHK紅白歌合戦』に初出場[42]。

2021年
- 1月1日、東京事変ティザー映像「Up,Up,and away! 2〇2〇」を公開。2021年も活動を続行することを表明し、同時にオリジナルフルアルバムの制作が発表された。[43]
- 1月23日、NHK総合 ドラマ10 「ドリームチーム」主題歌『闇なる白』の配信が開始。
- 3月30日、テレビ東京系経済番組「ワールドビジネスサテライト」のエンディングテーマ『緑酒』の配信が開始。
- 6月9日、10年振りとなるフルアルバム『音楽』を発売。
- 12月22日、初のベストアルバム『総合』とミュージック・ビデオ集『Prime Time』を発売。

## ディスコグラフィー

### シングル

#### CDシングル
|     | 発売日         | タイトル                      | 規格品番   | 最高位 | 収録アルバム |
| --- | -------------- | ----------------------------- | ---------- | ------ | ------------ |
| 1st | 2004年9月8日   | 群青日和                      | TOCT-4884  | 2位    | 教育         |
| 2nd | 2004年10月20日 | 遭難                          | TOCT-4994  | 2位    | 教育         |
| 3rd | 2005年11月2日  | 修羅場                        | TOCT-4936  | 5位    | 大人         |
| 4th | 2007年7月11日  | OSCA                          | TOCT-40125 | 2位    | 娯楽         |
| 5th | 2007年8月22日  | キラーチューン                | TOCT-40137 | 5位    | 娯楽         |
| 6th | 2009年12月2日  | 能動的三分間                  | TOCT-40280 | 1位    | スポーツ     |
| 7th | 2011年5月11日  | 空が鳴っている/女の子は誰でも | TOCT-40320 | 6位    | 大発見       |

#### その他のシングル
|      | 発売日         | タイトル                     | 最高位 | 収録アルバム |
| ---- | -------------- | ---------------------------- | ------ | ------------ |
| 配信 | 2010年7月28日  | 天国へようこそ/ドーパミント! | -      | 大発見       |
| 配信 | 2020年1月1日   | 選ばれざる国民               | 6位    | ニュース     |
| 配信 | 2020年2月29日  | 永遠の不在証明               | 5位    | ニュース     |
| 配信 | 2021年4月9日   | 永遠の不在証明               | 5位    | ニュース     |
| 配信 | 2020年8月12日  | 赤の同盟                     | 12位   | 音楽         |
| 配信 | 2020年11月6日  | 青のID                       | 28位   | 音楽         |
| 配信 | 2020年11月13日 | 命の帳                       | 29位   | 音楽         |
| 配信 | 2021年1月23日  | 闇なる白                     | 43位   | 音楽         |
| 配信 | 2021年3月30日  | 緑酒                         | 19位   | 音楽         |
| 配信 | 2022年2月4日   | ふつうとは                   | 38位   | -            |
| 配信 | 2022年5月1日   | 私生活 (新訳版)              | 33位   | -            |

### アルバム

#### スタジオ・アルバム
|     | 発売日         | タイトル | 規格品番                        | 最高位 |
| --- | -------------- | -------- | ------------------------------- | ------ |
| 1st | 2004年11月25日 | 教育     | TOCT-25452                      | 2位    |
| 2nd | 2006年1月25日  | 大人     | TOCT-25885 (通常盤)             | 1位    |
| 2nd | 2006年1月25日  | 大人     | TOCT-25884 (初回限定生産盤)     | 1位    |
| 2nd | 2021年9月29日  | 大人     | UPJH-20018 (Vinyl / 限定生産盤) |        |
| 3rd | 2007年9月26日  | 娯楽     | TOCT-26350                      | 2位    |
| 4th | 2010年2月24日  | スポーツ | TOCT-26940                      | 1位    |
| 5th | 2011年6月29日  | 大発見   | TOCT-27070                      | 1位    |
| 6th | 2021年6月9日   | 音楽     | UPCH-20568 (通常盤)             | 2位    |
| 6th | 2021年6月9日   | 音楽     | UPCH-29380 (初回生産限定盤)     | 2位    |
| 6th | 2021年9月29日  | 音楽     | UPJH-20022 (Vinyl / 限定生産盤) |        |

#### その他のアルバム
|        | 発売日         | タイトル         | 規格品番                           | 最高位 |
| ------ | -------------- | ---------------- | ---------------------------------- | ------ |
| 1st EP | 2012年1月18日  | color bars       | TOCT-22311                         | 2位    |
| ライブ | 2012年2月15日  | 東京コレクション | TOCT-28045                         | 1位    |
| B面集  | 2012年8月29日  | 深夜枠           | TOCT-29000                         | 3位    |
| 2nd EP | 2020年4月8日   | ニュース         | UPCH-29360                         | 2位    |
| ベスト | 2021年12月22日 | 総合             | UPCH-20600/1 (通常盤)              | 3位    |
| ベスト | 2021年12月22日 | 総合             | UPCH-29416 (初回生産限定DVD盤)     | 3位    |
| ベスト | 2021年12月22日 | 総合             | UPCH-29417 (初回生産限定Blu-ray盤) | 3位    |

#### アナログ盤
| 発売日         | タイトル                         | 規格品番     | 最高位 | 備考         |
| -------------- | -------------------------------- | ------------ | ------ | ------------ |
| 2004年11月25日 | 群青日和/遭難                    | TOJT-25542   | 108位  | 初回生産限定 |
| 2006年03月23日 | ADULT VIDEO ORIGINAL SOUND TRACK | TOJT-25926   | 221位  | 初回生産限定 |
| 2007年11月21日 | 娯楽 増刊号                      | TOJT-26351   | 281位  | 初回生産限定 |
| 2021年09月29日 | 教育                             | UPJH-20016/7 | 33位   | 初回生産限定 |
| 2021年09月29日 | 大人                             | UPJH-20018/9 | 31位   | 初回生産限定 |
| 2021年09月29日 | 娯楽                             | UPJH-20020/1 | 34位   | 初回生産限定 |
| 2021年09月29日 | スポーツ                         | UPJH-20022/3 | 32位   | 初回生産限定 |
| 2021年09月29日 | 大発見                           | UPJH-20024/5 | 35位   | 初回生産限定 |
| 2021年09月29日 | 音楽                             | UPJH-20026/7 | 2位    | 初回生産限定 |

### ボックス・セット
| 発売日         | タイトル  | 規格品番   | 最高位 | 備考                  |
| -------------- | --------- | ---------- | ------ | --------------------- |
| 2013年02月27日 | Hard Disk | TOCT-29131 | 15位   | 完全限定生産BOXセット |

### 映像作品

#### ミュージック・ビデオ
|     | 発売日         | タイトル              | 規格品番                             | 最高位 |
| --- | -------------- | --------------------- | ------------------------------------ | ------ |
| 1st | 2004年12月08日 | tokyo incidents vol.1 | TOBF-5337                            | 5位    |
| 2nd | 2006年03月23日 | ADULT VIDEO           | TOBF-5469                            | 4位    |
| 3rd | 2007年11月21日 | 閃光少女              | TOBF-5540                            | 6位    |
| 4th | 2011年09月21日 | CS Channel            | TOBF-5712（DVD） TOXF-5712（BD）     | 4位    |
| 5th | 2013年02月27日 | Golden Time           | TOBF-5767（DVD） TOXF-5767（BD）     | 10位   |
| 6th | 2021年12月22日 | Prime Time            | UPXH-20110（BD） UPBH-20283/4（DVD） | 24位   |

#### ライブ・ビデオ
|     | 発売日         | タイトル                                | 規格品番                                                                                              | 最高位 |
| --- | -------------- | --------------------------------------- | --- | ------ |
| 1st | 2005年07月13日 | Dynamite in                             | TOBF-5400                                                                                             | 2位    |
| 2nd | 2005年08月17日 | Dynamite out                            | TOBF-5401                                                                                             | 2位    |
| 3rd | 2006年09月06日 | Just can't help it.                     | TOBF-5497                                                                                             | 2位    |
| 4th | 2010年03月26日 | Spa & Treatment                         | kro-10001 QIFK-50105                                                                                  | 17位   |
| 5th | 2010年08月25日 | ウルトラC                               | TOBF-5678（DVD） TOXF-5678（BD）                                                                      | 1位    |
| 6th | 2012年02月15日 | Discovery                               | TOBF-5723（DVD） TOXF-5723（BD）                                                                      | 1位    |
| 7th | 2012年06月13日 | Bon Voyage                              | TOBF-5737（DVD） TOXF-5737（BD）                                                                      | 1位    |
| 8th | 2012年08月29日 | 珍プレー好プレー                        | TOBF-5750（DVD） TOXF-5750（BD）                                                                      | 1位    |
| 9th | 2021年04月14日 | 2020.7.24閏vision特番ニュースフラッシュ | UPBH-29092（初回限定盤DVD） UPBH-20273（通常盤DVD） UPXH-29046（初回限定盤BD） UPXH-20103（通常盤BD） | 1位    |

### 参加作品
| 発売   | アーティスト | 楽曲               | 収録           | 参加内容   |
| ------ | ------------ | ------------------ | -------------- | ---------- |
| 2008年 | TOKIO        | 「雨傘」           | 『17』         | 編曲       |
| 2008年 | TOKIO        | 「渦中の男」       | シングル       | 編曲       |
| 2009年 | ともさかりえ | 「都会のマナー」   | 『トリドリ。』 | 編曲・演奏 |
| 2009年 | PUFFY        | 「日和姫」         | 『Bring it!』  | 演奏       |
| 2009年 | PUFFY        | 「主演の女」       | 『Bring it!』  | 演奏       |
| 2011年 | 栗山千明     | 「おいしい季節」   | 『CIRCUS』     | 演奏       |
| 2011年 | 栗山千明     | 「決定的三分間」   | 『CIRCUS』     | 演奏       |
| 2011年 | 栗山千明     | 「月夜の肖像」     | シングル       | 演奏       |
| 2011年 | 栗山千明     | 「青春の瞬き」     | シングル       | 演奏       |
| 2011年 | 椎名林檎     | 「カーネーション」 | 『日出処』     | 演奏       |
| 2011年 | 椎名林檎     | 「私の愛するひと」 | シングル       | 演奏       |
| 2011年 | 椎名林檎     | 「人生は思い通り」 | シングル       | 演奏       |

### 未音源化曲
- 事変音頭

2004年に行われたいくつかのロック・フェスティバルで披露された楽曲。「Jazz à gogo」、「UFO」、「本能」からなるメドレー。
- ゴング

2006年のライブ・イベント「SOCIETY OF THE CITIZENS vol.1」で披露された曲。

## タイアップ一覧
| 起用年 | 楽曲           | タイアップ |
| ------ | -------------- | --- |
| 2004年 | 群青日和       | 三洋電機「au W21SA」CMソング |
| 2005年 | 修羅場         | フジテレビ系ドラマ『木曜劇場・大奥〜華の乱〜』主題歌                                                                                              |
| 2007年 | 金魚の箱       | 映画『魍魎の匣』主題歌 |
| 2007年 | 閃光少女       | スバル「ステラ/ステラリベスタ」「R2」CMソング |
| 2009年 | 能動的三分間   | グリコ「ウォータリングキスミント」CMソング（出演：椎名林檎、ナレーション：浮雲）                                                                  |
| 2010年 | 勝ち戦         | グリコ「ウォータリングキスミント」CMソング（出演：椎名林檎、ナレーション：浮雲）                                                                  |
| 2010年 | ドーパミント!  | グリコ「ウォータリングキスミント」CMソング（出演：椎名林檎、ナレーション：伊澤一葉）                                                              |
| 2010年 | 天国へようこそ | テレビ朝日系金曜ナイトドラマ『熱海の捜査官』主題歌                                                                                                |
| 2011年 | 空が鳴っている | グリコ「ウォータリングキスミント」CMソング（出演・ナレーション：椎名林檎）                                                                        |
| 2011年 | 女の子は誰でも | 資生堂「マキアージュ」CMソング（出演・一部ナレーション：椎名林檎）                                                                                |
| 2011年 | 新しい文明開化 | 東京メトロCMソング |
| 2018年 | 透明人間       | ライオン「NONIO」CMソング |
| 2018年 | 閃光少女       | AbemaTV「格闘代理戦争 3RDSEASON」テーマ曲 |
| 2020年 | 勝ち戦         | WOWOWテニス2020イメージソング |
| 2020年 | 現役プレイヤー | WOWOWテニス2020イメージソング |
| 2020年 | 落日           | NHK BSプレミアム特集ドラマ『56年目の失恋』劇中曲                                                                                                  |
| 2020年 | 赤の同盟       | 日本テレビ系水曜ドラマ『私たちはどうかしている』主題歌                                                                                            |
| 2020年 | 赤の同盟       | 富山テレビ『bbt music selection』10月度オープニングテーマ                                                                                         |
| 2020年 | 青のID         | 映画『さくら』主題歌 |
| 2020年 | 命の帳         | テレビ東京系ドラマパラビ『38歳バツイチ独身女がマッチングアプリをやってみた結果日記』主題歌                                                        |
| 2021年 | 闇なる白       | NHK総合ドラマ10『ドリームチーム』主題歌 |
| 2021年 | 永遠の不在証明 | アニメ映画『名探偵コナン 緋色の弾丸』主題歌 本曲を収録したCDは予定通り発売されたが映画公開は新型コロナウイルス感染拡大防止のため、1年延期された。 |
| 2021年 | 緑酒           | テレビ東京系『ワールドビジネスサテライト』エンディングテーマ                                                                                      |
| 2021年 | 女の子は誰でも | 住友不動産 CMソング |
| 2021年 | 獣の理         | D CIDE TRAUMEREI ゲームテーマソング・TVアニメオープニング                                                                                         |
| 2022年 | ふつうとは     | NHK『みんなのうた』2022年2月 - 3月 |

## NHK紅白歌合戦出場歴
| 年度   | 放送回 | 回 | 曲目                            | 出演順/出場者数 | 対戦相手         | 備考                                       |
| ------ | ------ | -- | ------------------------------- | --------------- | ---------------- | ------------------------------------------ |
| 2020年 | 第71回 | 初 | うるうるうるう ～能動的閏〆篇～ | 16/21           | 関ジャニ∞        | 東京事変として初出場 椎名林檎は8回目の出場 |
| 2021年 | 第72回 | 2  | 緑酒                            | 18/21           | （対戦相手なし） | 椎名林檎は9回目の出場                      |

- 椎名林檎はソロで8回出場。
- 第62回（2011年）、第67回（2016年）は椎名林檎のバックバンドとして出演。